# Fűrész (film)
A Fűrész (Saw) 2004-ben bemutatott amerikai horrorfilm James Wan rendezésében, mely a Fűrész-sorozat első epizódja is egyben. Mindössze tizennyolc nap alatt készült el. Legelőször a Sundance Filmfesztiválon mutatták be mint az azonos című 9 perces rövidfilm folytatását.
A történet két férfira épül, akiket elraboltak és a következő pillanatban egy mocskos ipari fürdőszobában ébrednek, leláncolva, közöttük pedig egy holttest fekszik. Bárki is rabolta el őket, hangszalagok segítségével árulja el nekik szabadulásuk módját. Eközben detektívek egy csoportja arra készül, hogy megállítsák a vérszomjas "Kirakós gyilkost", akinek talán köze lehet a két férfihoz is.
Az X-akták 7. évad 18-adik részében, melynek címe: X-márka, hivatkozás van a Fűrész filmre. Az X-akták ezen észében Tobin Bell játssza a gyilkost, miközben a rák ellenszerét keresi.

## Történet
A fotós Adam Stanheight (Leigh Whannell) egy vízzel teli fürdőkádban ébred, ami egy hatalmas, mocskos fürdőszobában található. Fogalma sincs, hogy került oda. A szoba másik felében egy orvos, Dr. Lawrence Gordon (Cary Elwes) található, s mindketten le vannak láncolva a lábuknál fogva. A szoba közepén egy holttest fekszik, amely szemmel láthatóan fejbe lőtte önmagát. Mellette egy diktafon látható. Zsebeikben mindketten találnak egy-egy kazettát. Rejtélyes fogva tartójuk beszél rajta, Adamnek azt adva feladatul, hogy jusson ki innen élve, Lawrence-nek pedig hogy ölje meg Adamet este 6 óráig, különben a családjával végeznek, és ő is itt ragad örökre. Mindketten találnak egy-egy fűrészt, amely azonban nem elég éles ahhoz, hogy elvágja a láncokat. Adam eldobja az övét, Lawrence azonban rájön, hogy a fűrész a lánchoz nem elég éles – ahhoz viszont igen, hogy levágja vele a saját lábát.
Lawrence szerint elrablójuk nem más, mint a hírhedt Kirakós Gyilkos, aki arról ismerhető fel, hogy puzzle-darabnyi foltot vág ki áldozataiból. De elnevezése félrevezető, ugyanis ő sosem öli meg áldozatait, hanem különféle próbáknak veti őket alá, hogy azok átértékeljék egész addigi életüket. Néhány jelenetben láthatjuk eddigi áldozatait, köztük az egyedüli túlélőt, a heroinfüggő Amanda Youngot (Shawnee Smith). Rá nagy hatást tett a gyilkos módszere, s úgy véli, élete is tökéletesedett ezáltal.
Miközben Adam és Lawrence a kiutat keresik, Zep Hindle (Michael Emerson) betör a Gordon-házba és foglyul ejti a feleségét (Monica Potter) és a lányát (Makenzie Vega). Zep ott volt a kórházban, ahol Lawrence gyógyít, amikor közölték egy férfi, név szerint John Kramer gyógyíthatatlan agydaganatának hírét. Zep kamerákkal figyeli a fogva tartás közben Adam és Lawrence minden mozdulatát.
Mindeközben a házat egy nyomozó, David Tapp (Danny Glover) tartja megfigyelés alatt. Tapp Amanda megmenekülése óta próbálja felderíteni a Kirakós Gyilkos szándékait. Ő és társa, Steven Sing (Ken Leung) betörnek egy raktárba, ahol épp sikerül megmenteniük a gyilkos (Fűrész) egyik áldozatát. Singet megöli egy csapda, Tapp pedig éppen elkapná Fűrészt, de az elmenekül, és búcsúzóul még belevág Tapp torkába. A megsérült nyomozó felépülése után kilépett a rendőrségből és fixa ideája lett, hogy a gyilkos nem más, mint Lawrence.
Közben a fürdőszobában Lawrence talál egy mobiltelefont, mely hívásokat csak fogadni tud. Kitalálják, hogy eljátsszák Adam halálát (miután rájöttek, hogy megfigyelik őket), de a gyilkos előrelátóan elektromos áramot vezetett a láncukba, ami elárulta őket. Ezután megpróbálják összerakni, mi történt, amikor elrabolták őket. Mindkettejüket leütötték, méghozzá ugyanaz a személy: egy ismeretlen malac-álarcos. Hirtelen valaki felhívja őket telefonon: Lawrence felesége az, és azt üzeni a férjének, hogy Adam többet tud annál, mint amit el hajlandó mondani. Adam megtörik, és bevallja, hogy őt Tapp bérelte fel, hogy készítsen róla fotókat, hogy bizonyítsa, hogy ő a gyilkos. Lawrence dühbe gurul, de lenyugszik, amikor Adam közli vele, hogy bizonyítékai vannak arra nézve, hogy csalja a feleségét. Adam megemlíti, hogy Zep egyik fényképét is látta náluk, ami gyanakvóvá teszi őket: hátha ő a gyilkos. Közben vészesen közeledik a hat óra.
Lawrence felesége kiszabadul Zep fogságából, ami felkelti Tapp figyelmét. A család elmenekül, míg a nyomozó akcióba lép. Tapp üldözőbe veszi Zepet, aki lelövi őt, majd menekülésbe kezd. Célja végezni Lawrence-szel, aki a telefonban meghallja a sikoltozást és a lövöldözést. Teljesen kétségbeesik, bekattan, majd lefűrészeli saját lábát és lelövi Adamet. Zep ezután beront a helyiségbe, hogy végezzen Lawrence-szel, de Adam, aki nem szenvedett halálos sérülést, felkel, és megöli Zepet. Lawrence a földön csúszik a nagy vérveszteségtől, és megígéri Adamnek, hogy hamarosan visszatér, csak elmegy segítségért.
Adam átkutatja Zep zsebeit, hátha van nála egy kulcs. Ám helyette csak egy újabb kazettát talál. Az ezen lévő üzenetből kiderül, hogy Zep is a Kirakós Gyilkos egyik áldozata volt, akinek mérget juttatott a szervezetébe, melyhez az ellenszert csak úgy kaphatta volna meg, ha teljesíti, amire a gyilkos a háttérből kéri. Egyébként a szabadulásához szükséges kulcs mindvégig ott volt a fürdőkádban, amit, mint azt a film legelején láthattuk, sikerült leengednie a lefolyón. Hamarosan kiderül, hogy a terem közepén fekvő holttest egy nagyon is élő ember: nem más, mint John Kramer, azaz maga a Kirakós Gyilkos. Adam le akarja lőni, de újra sokkolja elektromos árammal. Ezután azt mondja neki: Game Over, majd lekapcsolja a villanyt, és bezárván az ajtókat, otthagyja Adamet a sötétben.

## Szereplők

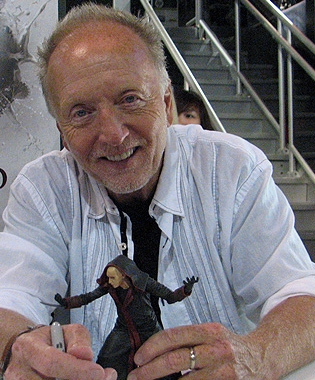
A Fűrész-filmekben a Kirakós nevű sorozatgyilkost alakító Tobin Bell 2010-ben

| Szereplő              | Színész         | Magyar hang     | Leírás |
| --------------------- | --------------- | --------------- | --- |
| Adam Stanheight       | Leigh Whannell  | Csőre Gábor     | Fotós, a Kirakós egyik áldozata.                                                                               |
| Dr. Lawrence Gordon   | Cary Elwes      | Dörner György   | John Kramer orvosa, a Kirakós egyik áldozata.                                                                  |
| David Tapp nyomozó    | Danny Glover    | Kránitz Lajos   | A Kirakós-ügyben nyomozó rendőrök.                                                                             |
| Steven Sing nyomozó   | Ken Leung       | Pálmai Szabolcs | A Kirakós-ügyben nyomozó rendőrök.                                                                             |
| Allison Kerry nyomozó | Dina Meyer      | Kerekes Andrea  | A Kirakós-ügyben nyomozó rendőrök.                                                                             |
| Zep Hindle            | Michael Emerson | Fazekas István  | Gondnok a kórházban, a Kirakós egyik áldozata.                                                                 |
| Amanda Young          | Shawnee Smith   | Vadász Bea      | Drogdíler, a Kirakós egyik áldozata.                                                                           |
| Diana Gordon          | Makenzie Vega   | Talmács Márta   | Lawrence lánya.                                                                                                |
| Alison Gordon         | Monica Potter   | Solecki Janka   | Lawrence felesége.                                                                                             |
| John Kramer / Kirakós | Tobin Bell      | Földi Tamás     | Hírhedt sorozatgyilkos, aki áldozatainak próbatételként halálos csapdákat állít, ahonnan ki kell szabadulniuk. |

## Filmzene
A film zenéje 2004. október 5-én jelent meg a Warner Music gondozásában.
1. "Sturm" (Bill Leeb, Rhys Fulber) – Front Line Assembly
2. "Hello, Adam" – Charlie Clouser
3. "Bite the Hand That Bleeds" (Olde Wolbers, Herrera, Bell) – Fear Factory
4. "Last I Heard" – Charlie Clouser
5. "Action" (Troy Van Leeuwen, Jason Slater) – Enemy
6. "Reverse Bear Trap" – Charlie Clouser
7. "You Make Me Feel So Dead" (Stephen Ladd Bishop, Charles Todd Conally, D Stavern) – Pitbull Daycare
8. "X–Marks the Spot" – Charlie Clouser
9. "Wonderful World" (Schmidt, Larsen) – Psychopomps
10. "Cigarette" – Charlie Clouser
11. "We're Out of Time" – Charlie Clouser
12. "Fuck this shit" – Charlie Clouser
13. "Hello Zepp" – Charlie Clouser
14. "Zepp Overture" – Charlie Clouser

## Videójáték
A filmből 2007-ben elkezdtek készíteni egy számítógépes játékot, de készítése anyagi okok miatt hosszú ideig bizonytalan lábakon állt. A Konami fejlesztésben álló játékot 2009. október 6-án jelentették meg.